# Thomasomys baeops
Thomasomys baeops är en däggdjursart som först beskrevs av Thomas 1899.  Thomasomys baeops ingår i släktet paramoråttor och familjen hamsterartade gnagare. Inga underarter finns listade i Catalogue of Life.

## Utseende
Arten är med en kroppslängd (huvud och bål) av 95 till 120 mm, en svanslängd av 106 till 147 mm och en vikt av 27 till 45 g liten jämförd med andra släktmedlemmar. Den har 24 till 27 mm långa bakfötter och 16 till 19 mm stora öron. Ovansidan är täckt av gråbrun päls som är mjuk och ullig. På undersidan förekommer silvergrå päls som kan ha ljusbruna nyanser. Thomasomys baeops har ljusbruna hår på fram- och baktassarnas ovansida samt vitaktiga fingrar och tår. Hos några exemplar är svanens undersida tydlig ljusare än ovansidan. Kännetecknande är de långa morrhåren som når bakom öronen när de böjs bakåt. Den första och den femte tån vid bakfoten är påfallande lång. Av honans spenar ligger två på bröstet, två på buken och två vid ljumsken.

## Utbredning
Denna gnagare förekommer i Anderna i västra Colombia och i Ecuador. Arten vistas i regioner som ligger 1300 till 4000 meter över havet. Habitatet utgörs av bergsskogar med buskar som undervegetation, av bergsteppen Páramo och av buskskogar. Individerna går främst på marken.

## Ekologi
Thomasomys baeops hittas ofta nära vattendrag. Den har främst frön och insekter som föda. Ett exemplar i fångenskap matades framgångsrik med frukter av Coriaria ruscifolia, Gaultheria glomerata, Pernettya prostrata och Rubus nubigenus. En hona som var dräktig med tre embryon och andra honor med aktiva spenar dokumenterades under den torra perioden i september.

## Bevarandestatus
Antagligen orsakar skogsröjningar och bergsängarnas omvandling till jordbruksmark en populationsminskning. Thomasomys baeops har ganska bra anpassningsförmåga och den hittas i olika skyddszoner. IUCN kategoriserar arten globalt som livskraftig.